# Васил Саздов
Васил Д. Саздов е български революционер, деец на Вътрешната македоно-одринска революционна организация.

## Биография
Васил Саздов е роден в 1875 година в тиквешкия град Кавадарци, тогава в Османската империя, днес в Северна Македония. Присъединява се към ВМОРО в 1898 година.
При избухването на Балканската война в 1912 година е доброволец в Македоно-одринското опълчение, в инженерно-техническа част и 1 рота на 1 дебърска дружина. Награден е с орден „За храброст“, IV степен.
След като Тиквеш попада в Сърбия в 1913 година Саздов е сред ръководителите на Тиквешкото въстание срещу новите окупатори.
Синът му, Илия, през Втората световна война загива в Дравската операция като кандидат-подофицер в 16-а дивизионна инженерна щурмова дружина.